# Batoul Arafa
Batoul Arafa, en árabe: بتول عرفة,  (Egipto, 16 de noviembre de 1981) es una actriz y directora de cine, televisión y teatro.

## Actividad profesional
Después de terminar sus estudios en la Escuela Mir de Dieu en Alejandría, ingresó en el Higher Institute for Dramatic Arts y se graduó en el Departamento de Drama en 2005. Inició entonces una carrera profesional en la dirección teatral, cinematográfica y televisiva que desarrolló en Egipto y en otros países.
En abril de 2019 participó en la campaña "do what's right" realizada en apoyo al referéndum convocado para reformar la Constitución dirigiendo los videos-clip con las canciones "I work the health" y "Rajel Ibn Rajel"; hubo denuncias de abusos del gobierno durante la campaña y finalmente el referéndum fue aprobado. 

## Televisión
directora
- Ored Ragoln / (Arabic: أريد رجلًا)[5][6][7][8]

## Obras de teatro
directora
- Chocolate Factory  (Arabic : مصنع الشوكولاتة)
- Cinderella  (Arabic : سندريلا)
- The Tempest   (Arabic : العاصفة)
- Too late  (Arabic : سوء تفاهم)
- The Just (Arabic : العادلون)

## Video Clips
directora
- El 3ar Series Song (Adam)
- Deny W Denak (Tamer Hosny)
- Fe Alb Masr (Essaf)
- ElNas El Ray'ah (Ramy Ayach & Adaweya)[9]
- Tarekh wy hader  (Mohamed Hassan & Rawan Eleyan)[10][11][12]
- Habibi ya watan (Mohammad Fouad)